# Jelisztratov Szergej
Jelisztratov Szergej névvariánsok: Elisztratov Jóska; Szergej Elisztratov; (Csernovci, 1958. december 3. –) orosz–magyar származású magyar gyerekszínész, színész, lemezlovas, snowboard- és wakeboardversenyző és -oktató.

## Életpályája
Édesanyja nagyváradi születésű, aki a háború vihara alatt került a Szovjetunióba. Édesapja orosz. 1962-ben édesanyjával tért vissza Magyarországra. 1968-tól gyerekszínészként szerepelt tévéfilmekben, sorozatokban és játékfilmekben is. 

„Intézetben nőttem fel, ami azt jelentette, hogy hétköznap bent voltam, hétvégén pedig otthon. A Katkics Ili néni bejött az intézetbe 1967-ben, és a háromszáz gyerek közül kettőnket kiválasztott, az ezt követő évben pedig már szerepeltem az első filmemben…
érettségi után... elektroműszerész-tanulónak mentem… 
Dolgoztam tévénél az 1980-as évek végétől egészen 2000-ig. A zenei részleghez kerültem, de valójában asszisztenstől kezdve gyártásvezetőig mindent csináltam, és mellette még diszkóztam is.”

A II. Rákóczi Ferenc Gimnáziumban érettségizett és elektroműszerésznek tanult. 1987-től Dj. Szergej néven lemezlovasként is dolgozott többek között a SOTE Klubban és az E-Klubban. 
1981-ben kezdett vízisíelni, később magyar bajnok lett, majd wakeboardra váltott és 1998-tól a Testnevelési Egyetem szakoktatója lett.  
1988-tól snowboardozik, versenyszerűen 1991 óta. 

„2008-ban még nyertem magyar Kupát. 1998 óta oktatok hivatásszerűen.”

## Filmjei
- Szülök nevelők egymásközt 1968
- Kincskereső kisködmön (1968)... Ferkó
- Történelmi társbérlet (1968)
- A két csaló (1968)... Palkó
- Kuckókirály (1970)... Marci
- Igéző (1970)
- Halálnak halála (1969)
- Régen volt a háború (1969)
- Béni az apostol (1969)
- Igéző (1970)
- Gabi és Dorka (1970)
- Az ajtó (1970)... Szerjózsa
- Virág és hóvirág (1972)
- Földindulás (1970)... Józsika
- Utazás Jakabbal (1972)
- Kicsik és nagyok (1972)
- Holt vidék (1972)... Andris, Juliék fia
- Világló éjszaka (1972)
- Az öreg bánya titka (televíziós sorozat) (1973)... Pöcök
- Két fiú ült egy padon (1973)
- A labda (1973)
- És mégis mozog a föld (1973)
- Pocok, az ördögmotoros (1973)... Pocok
- Keménykalap és krumpliorr (televíziós sorozat)(1974)... Nagyrece
- 141 perc a befejezetlen mondatból (1975)... Rózsa Péter
- Vállald önmagadat (1975)... Kerekes Zsolt
- Utánam, srácok! (1975)... Bogdán András
- Vasárnapi szülők (1979)... Laci, Aranka néni fia
- ...hogy magának milyen mosolya van! (1979)... Szerjózsa
- Ezt kell beoszd mára, bébi! (2003)... Hangyás